# Herzogsdorf
Herzogsdorf è un comune austriaco di 2 471 abitanti nel distretto di Urfahr-Umgebung, in Alta Austria; ha lo status di comune mercato (Marktgemeinde).